# 굳은살
굳은살(영어: callus)은 피부에 균열·외상 등이 반복적으로 생기거나 지속적으로 국소적인 압박을 받을 때 생성되는 딱딱한 살결이다. 외부 자극에 자주 노출되는 손·발에 주로 틀지만, 그 밖에도 피부라면 어디든지 틀 수 있다. 발바닥에 자리한 굳은살처럼 자연스럽게 형성되는 부위도 존재한다.
대부분 무해하며 물집이 만들어지는 것을 방지하는 이로운 작용을 하기도 한다. 그러나 과잉 생성되면 궤양과 통증을 유발할 수 있다.